# Emiliano Zapata (Durango)
Emiliano Zapata, es una comunidad del Estado mexicano de Durango, mayormente católica que se encuentra al centro del estado, en el municipio de Cuencamé. Los habitantes de esta comunidad viven en su mayoría de la agricultura y de las remesas que envían los familiares de EE. UU.
La comunidad se encuentra dividad por un río, cuyo afluente es muy bajo durante la mayor parte del año, sin embargo, esta división ha dado origen al surgimiento de tres barrios, conocidos como el Vergel, el Tardío, Y el Cocono. 
A través del tiempo esta comunidad de 2,118 habitantes ha ido desarrollándose infraestructuralmente, actualmente cuenta con dos primarias, secundaria y preparatoria.
Fundación: 28 de noviembre de 1928